# 南城街道 (朔州市)
南城街道，是中华人民共和国山西省朔州市朔城区下辖的一个乡镇级行政单位。

## 行政区划
南城街道下辖以下地区：
西街社区、东关街社区、操场街社区、大营街社区、站南社区、站北社区、城壕堰社区、南关路西社区、育新街社区、古西南社区、古西北社区、长虹巷社区、南关村、南街村、西街村和东关村。